# Habitatge al carrer de les Penyes, 22 (Calafell)
L'Habitatge al carrer de les Penyes, 22 és una obra de Calafell (Baix Penedès) protegida com a bé cultural d'interès local.

## Descripció
Es tracta d'un edifici de planta trapezial constituït per planta baixa i una planta pis amb coberta d'un aiguavés. La façana mostra la fàbrica de pedra irregular a la vista, la qual va ser rejuntada amb morter de ciment portland. Al costat dret de la façana hi ha el portal d'accés a l'immoble. És de pedra tallada i arc escarser. A la clau de l'arc hi ha gravada la data 1786. A la planta baixa hi ha una finestra apaïsada i a la planta alta hi ha dues finestres verticals. Les tres finestres tenen una llinda de fusta, la qual també és present damunt de l'arc del portal. Els tancaments de les obertures de són de fusta, la qual també és present damunt de l'arc del portal. Els tancaments de les obertures són de fusta. A la part superior de la façana hi ha un ràfec fet amb teules. A l'extrem esquerre hi ha un fanal de l'enllumenat públic i, a la cantonada, en el mur lateral existent hi ha un element de suport de la línia que subministra electricitat a l'immoble.
El sistema constructiu és de tipus tradicional amb murs de càrrega de maçoneria i morter. Els sostres són unidireccionals de bigues de fusta i entrebigats de rajola. La coberta és de teula àrab. L'escala és de volta de rajola. El portal és de pedra d'origen local.